# 圓規座X-1

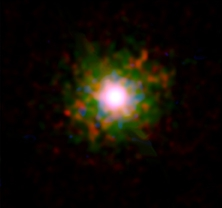
钱德拉X射线天文台拍攝的圓規座X-1。

圓規座X-1（Circinus X-1）是一個包含一顆中子星的X射线联星系統。2007年7月對圓規座X-1的觀測中發現了黑洞聯星系統常見的X射線噴流。它是此類X射線聯星中第一個發現有類似黑洞特徵的系統。而圓規座X-1可能是已觀測的X射线联星中最年輕的其中一個。

## 發現
1969年6月14日，天文學家在巴西北里约格朗德州的纳塔尔發射空蜂150火箭觀測矩尺座－豺狼座－圓規座天區的X射線源時，在圓規座內發現了一個相當獨立的，位於銀道座標ℓ = 321.4±0.9°, b = -0.5±2°或赤道座標 RA 15h 14m Dec -57° 49′的X射線源，命名為 Circinus XR-1（Cir XR-1）。圓規座X-1與地球的距離並無一個精準的值，最近的估計值為13,400 光年，最遠則為26,000 光年。
2015年6月23日，NASA 钱德拉X射线天文台的網站上發表的文章指出，多國天文學家組成的團隊成功以圓規座X-1的X射線波段進行三角測量，成功量測出更精確的與地球之間距離；根據X射線通過星際物質的回光，圓規座X-1與地球的距離為30,700光年 。

## X射線源與相關的超新星遗迹年齡
路易·卡武任斯基（Louis Kaluzienski） 等人在圓規座X-1內發現了週期16.6日的X射線光變週期。該X射線源被認為是來自低質量X射线联星（LXMB）的中子星，屬於I 型X射線爆發源。圓規座X-1的X射線源與周圍的無線電波星雲與一個年輕的超新星遗迹有著一致的特性。顯然，X射線聯星與超新星殘骸相關聯的罕見狀況讓天文學家得知該超新星殘骸在宇宙尺度中是非常年輕，年齡可能在4600年以內。圓規座X-1周圍另有一個超新星殘骸G321.9-0.3，但現已確認兩者之間並無關聯。

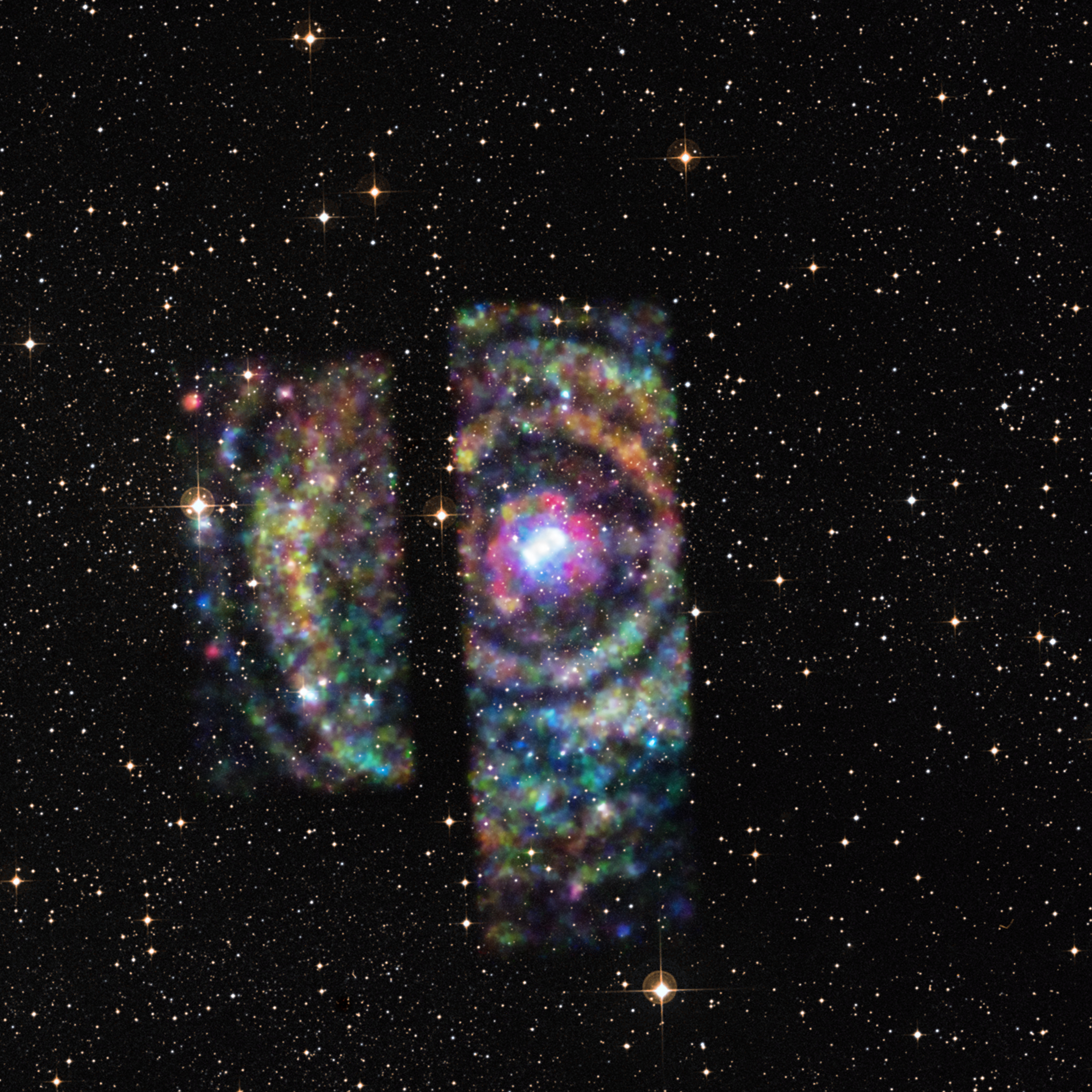
钱德拉X射线天文台拍攝的中子星發射的圓規座X-1的X射線影像，公布於2015年6月24日。

## 其他電磁波段
天文學家已經知道圓規座X-1聯星的性質。並且圓規座X-1的無線電波部分與可能的可見光對應部分已由Whelan等人建立。而 Glass 則找到了紅外線的對應影像定位與週期16.6日的爆發。安德烈亞·莫內蒂（Andrea Moneti）則找到了圓規座X-1嚴重紅化的精確可見光對應區域（今日知道是圓規座BR）。

## 外部連結
- . Chandra X-Ray Observatory. Harvard University / National Aeronautics and Space Administration. 2007  [8 January 2009]. （原始内容存档于2008-12-27）.